# پنج قطعه آسان
پنج قطعهٔ آسان (به انگلیسی: Five Easy Pieces) فیلمی ۹۶ دقیقه‌ای به کارگردانی باب رافلسون با بازی جک نیکلسون محصول کشور ایالات متحده آمریکا است.

## داستان
بابی دوپه (جک نیکلسون) با دوستش التون (بیلی گرین بوش) که دارای یک همسر و یک پسر بچه است در یک میدان نفتی در استان کرن، کالیفرنیا کار می‌کند. بابی بیشتر اوقات خود را یا با دوست دختر پیشخدمت خود رایت (کرن بلک)، که آرزو دارد آواز کانتری بخواند می‌گذراند، یا با دوستش التون مست می‌شود و با زنان دیگر رابطه جنسی برقرار می‌کند و…